# Tournoi de tennis de Liberec
Le Svijany Open est un tournoi international de tennis masculin du circuit professionnel Challenger. Il a lieu tous les ans au mois de juillet à Liberec, en République tchèque. Il a été créé en 2013 et se joue sur terre battue en extérieur.

## Palmarès messieurs

### Simple
| Année | Vainqueur                              | Finaliste                              | Score                                  |
| ----- | -------------------------------------- | -------------------------------------- | -------------------------------------- |
| 2013  | Jiří Veselý                            | Federico Delbonis                      | 62-7, 7-67, 6-4                        |
| 2014  | Andrej Martin                          | Horacio Zeballos                       | 1-6, 6-1, 6-4                          |
| 2015  | Tobias Kamke                           | Andrej Martin                          | 7-66, 6-4                              |
| 2016  | Arthur De Greef                        | Steve Darcis                           | 7-64, 6-3                              |
| 2017  | Pedro Sousa                            | Guilherme Clezar                       | 6-4, 5-7, 6-2                          |
| 2018  | Andrej Martin                          | Pedro Sousa                            | 6-1, 6-2                               |
| 2019  | Nikola Milojević                       | Rogério Dutra Silva                    | 6-3, 3-6, 6-4                          |
| 2020  | Édition annulée (pandémie de Covid-19) | Édition annulée (pandémie de Covid-19) | Édition annulée (pandémie de Covid-19) |
| 2021  | Alex Molčan                            | Tomáš Macháč                           | 6-0, 6-1                               |

### Double
| Année | Vainqueurs                             | Finalistes                             | Score                                  |
| ----- | -------------------------------------- | -------------------------------------- | -------------------------------------- |
| 2013  | Rameez Junaid Tim Pütz                 | Colin Ebelthite Lee Hsin-han           | 6-0, 6-2                               |
| 2014  | Roman Jebavý Jaroslav Pospíšil         | Ruben Gonzales Sean Thornley           | 6-4, 6-3                               |
| 2015  | Andrej Martin Hans Podlipnik-Castillo  | Wesley Koolhof Matwé Middelkoop        | 7-5, 63-7, [10-5]                      |
| 2016  | Jonathan Eysseric André Ghem           | Ariel Behar Dino Marcan                | 6-0, 6-4                               |
| 2017  | Laurynas Grigelis Zdeněk Kolář         | Tomasz Bednarek David Pel              | 6-3, 6-4                               |
| 2018  | Sander Gillé Joran Vliegen             | Filip Polášek Patrik Rikl              | 6-3, 6-4                               |
| 2019  | Jonáš Forejtek Michael Vrbenský        | Nikola Čačić Antonio Šančić            | 6-4, 6-3                               |
| 2020  | Édition annulée (pandémie de Covid-19) | Édition annulée (pandémie de Covid-19) | Édition annulée (pandémie de Covid-19) |
| 2021  | Roman Jebavý Igor Zelenay              | Geoffrey Blancaneaux Maxime Janvier    | 6-2, 66-7, [10-5]                      |